# Skończona przestrzeń topologiczna
Skończone przestrzenie topologiczne – szczególny przypadek przestrzeni topologicznych. Jak sama nazwa wskazuje przestrzeń {\displaystyle (X,\tau )} nazywamy skończoną jeżeli zbiór X jest skończony. Przestrzenie skończone są przestrzeniami Aleksandrowa. Nie posiadają np. dobrych własności oddzielania, gdyż każda skończona {\displaystyle T_{1}} przestrzeń jest przestrzenią dyskretną.

## Podstawowe własności
W przestrzeni skończonej (jak i z definicji w każdej przestrzeni Aleksandrowa) przekrój dowolnej rodziny zbiorów otwartych jest otwarty. Zatem jeśli {\displaystyle (X,\tau )} jest przestrzenią skończoną, to dla każdego {\displaystyle x\in X} zbiór {\displaystyle U_{x}} będący przekrojem wszystkich zbiorów otwartych zawierających x jest otwarty. Zbiór wszystkich takich {\displaystyle U_{x}}-ów tworzy bazę przestrzeni X i jest to baza najmniejsza (w sensie inkluzji).

### Przestrzenie skończone, a częściowe porządki
Każdej skończonej przestrzeni można przypisać relację przyjmując {\displaystyle x\leqslant y} jeśli {\displaystyle x\in U_{y}.} Relacja ta jest zwrotna i przechodnia, a jeżeli X jest {\displaystyle T_{0},} to jest również antysymetryczna. Ponadto jeżeli X,Y są dwiema różnymi przestrzeniami topologicznymi, to odpowiadające im relacje są różne. Z drugiej strony mając dowolną zwrotną i przechodnią relację na skończonym zbiorze X, to relacja ta generuje topologię na X, której bazę tworzą zbiory postaci {\displaystyle U_{x}=\{y:y\leqslant x\}.} Ponadto dwie różne relacje generują dwie różne przestrzenie topologiczne oraz otrzymana przestrzeń jest {\displaystyle T_{0}} wtedy i tylko wtedy, gdy wyjściowa relacja jest częściowym porządkiem. Z tego wynika, że istnieje wzajemnie jednoznaczna odpowiedniość pomiędzy zwrotnymi i przechodnimi relacjami na danym zbiorze skończonym a topologiami na tym zbiorze. Podobna zależność jest dla częściowych porządków i {\displaystyle T_{0}} przestrzeni na danym zbiorze skończonym. Analogiczne własności można naturalnie rozszerzyć na dowolne przestrzenie Aleksandrowa.

### Funkcje ciągłe w przestrzeniach skończonych
Funkcjami ciągłymi w przestrzeniach skończonych (a także i Aleksandrowa) są tylko te funkcje, które zachowują porządek, tj. {\displaystyle f\colon X\to Y} jest ciągła wtedy i tylko wtedy, gdy {\displaystyle x\leqslant y} implikuje {\displaystyle f(x)\leqslant f(y).}
Zatem jak widać częściowe porządki można utożsamiać z {\displaystyle T_{0}} przestrzeniami Aleksandrowa. Innymi słowy kategoria częściowych porządków jest izomorficzna z kategorią {\displaystyle T_{0}} przestrzeni Aleksandrowa.
Kolejną ciekawą własnością jest to, że jeśli {\displaystyle x,y\in X} są porównywalne, to istnieje droga {\displaystyle f} łącząca punkt x z y. Można ją zdefiniować przyjmując f(t)=x dla x<1 oraz f(1)=y. Zauważmy też, że jeśli X jest spójna, to dla dowolnych punktów {\displaystyle x,y\in X} istnieje ciąg punktów {\displaystyle z_{1},\dots ,z_{k}} taki, że albo {\displaystyle z_{i}\leqslant z_{i+1}} albo na odwrót. Stąd też wynika, że w klasie przestrzeni skończonych spójność i łukowa spójność są równoważne.

### Przestrzenie skończone, a macierze
Mając przestrzeń topologiczną {\displaystyle X=\{1,2,\dots ,n\}} możemy przypisać jej macierz {\displaystyle A_{X}} zdefiniowaną następująco:
jeśli {\displaystyle i\leqslant j,} to {\displaystyle a_{ij}=1,} w przeciwnym wypadku {\displaystyle a_{ij}=0.}
Każda macierz, która odpowiada pewnej skończonej przestrzeni topologicznej spełnia następujące warunki:
{\displaystyle a_{ij}\in \{0,1\},} {\displaystyle a_{ii}=1,} {\displaystyle a_{ik}=a_{kj}=1\Rightarrow a_{ij}=1,}
Ponadto każda macierz kwadratowa posiadająca powyższe własności jest macierzą pewnej skończonej przestrzeni topologicznej. Innymi słowy istnieje wzajemnie jednoznaczna odpowiedniość między takimi macierzami a skończonymi przestrzeniami. Ponadto X jest {\displaystyle T_{0}} wtedy i tylko wtedy, gdy {\displaystyle a_{ij}\cdot a_{ji}=0} dla wszystkich {\displaystyle i,j\in \{1,\dots ,n\},} gdzie {\displaystyle i\neq j.}
Jeśli {\displaystyle A,B} są dwiema macierzami skończonych przestrzeni określonych na zbiorze {\displaystyle X=\{1,\dots ,n\},} to odpowiadające im przestrzenie są homeomorficzne wtedy i tylko wtedy, gdy istnieje taka permutacja {\displaystyle p\colon X\to X,} że {\displaystyle A=P^{T}BP,} gdzie {\displaystyle P=[\delta _{ip(j)}]} {\displaystyle (\delta _{ip(j)}} oznacza deltę Kroneckera. Ponadto wtedy macierze {\displaystyle A,B} będziemy nazywać równoważnymi i będziemy oznaczać {\displaystyle A\simeq B.}
Jeśli przestrzeń skończona {\displaystyle X} nie jest spójna oraz {\displaystyle X_{1},\dots ,X_{k}} są jej składowymi, których maciarzami są odpowiednio {\displaystyle A_{1},\dots ,A_{k},} to macierz przestrzeni {\displaystyle X} jest równoważną macierzy klatkowej, w której klatkami są macierze {\displaystyle A_{1},\dots ,A_{k},} tj. 
{\displaystyle A\simeq {\begin{pmatrix}A_{1}&0&\cdots &0\\0&A_{2}&\cdots &0\\\vdots &\vdots &\ddots &\vdots \\0&0&0&A_{k}\end{pmatrix}}.}

## Topologia algebraiczna w przestrzeniach skończonych

### Własności homotopijne
Z aksjomatów oddzielania przestrzeń skończona niebędąca przestrzenią dyskretną może spełniać co najwyżej aksjomat {\displaystyle T_{0}.} Jednak jak się okzuje z dokładnością do homotopijnej równoważności każda skończona przestrzeń jest {\displaystyle T_{0}.} Mając daną przestrzeń skończoną {\displaystyle X,} która nie jest {\displaystyle T_{0}} dzielimy {\displaystyle X} przez relację {\displaystyle x\sim y\Leftrightarrow U_{x}=U_{y}.} Tak otrzymana przestrzeń ilorazowa {\displaystyle X_{0}} jest istotnie {\displaystyle T_{0}} oraz homotopijnie równoważna z {\displaystyle X.} Intuicyjny sens relacji {\displaystyle \sim } jest taki, że jeśli {\displaystyle U_{x}=U_{y},} to {\displaystyle x,y} należą dokładnie do tych samych zbiorów otwartych, a więc z topologicznego punktu widzenia są nierozróżnialne i relacja {\displaystyle \sim } wszystkie takie nierozróżnialne punkty przekształca w jeden. Weźmy pewien przykład. Niech {\displaystyle X} będzie przestrzenią z topologią, której baza wygląda następująco: {\displaystyle \{1,2,3,4\},\{4\},\{4,5,6\}\}.} Wtedy punkty 1,2,3 są w zdefiniowanej powyżej relacji. I widać zresztą, że w zasadzie są one nierozróżnialne w sposób topologiczny. Tak samo jest z punktami 5 oraz 6. Zatem {\displaystyle X_{0}} ma bazę: {\displaystyle \{1,4\},\{4\},\{4,6\}.}

### Przestrzenie skończone a wielościany
Myśląc o grupie podstawowej przestrzeni skończonych można pomyśleć, że – biorąc pod uwagę niezbyt skomplikowaną strukturę przestrzeni skończonych – nie można powiedzieć zbyt wiele ciekawego na temat. Jednak rozważmy przestrzeń czteropunktową, w której topologię wprowadzamy w ten sposób, że przyjmujemy dwa punkty za otwarte, a dwa pozostałe za domknięte. I jak się okazuje grupa podstawowa takiej przestrzeni jest izomorficzna z {\displaystyle \mathbb {Z} .} Co więcej wyższe grupy homotopii wspomnianej przestrzeni są wszystkie zerowe. Widać tutaj analogię do grup homotopii zwykłego okręgu, stąd też przestrzeń ta bywa zwana pseudookręgiem. Jednak zależność między {\displaystyle \mathbb {S} ^{1},} a pseudookręgiem jest nieco głębsza. Mianowicie obie przestrzenie są słabo homotopijnie równoważne (mówimy, że przestrzenie {\displaystyle X} oraz {\displaystyle Y} są słabo homotopijnie równoważne jeżeli istnieje przekształcenie {\displaystyle f\colon X\to Y} takie, że {\displaystyle f_{0}:\pi _{0}(X)\to \pi _{0}(Y)} jest bijekcją oraz homomorfizm indukowany {\displaystyle f_{n}\colon \pi _{n}(X,x)\to \pi _{n}(Y,f(x))} jest izomorfizmem dla dowolnych {\displaystyle x\in X} oraz {\displaystyle n\geqslant 1}).
Słaba homotopijna równoważność łączy przestrzenie skończone ze skończonymi wielościanami. Otóż dla każdego skończonego wielościanu istnieje przestrzeń skończona, która jest z nim słabo homotopijnie równoważna. Słaba homotopijna równoważność nie musi być homotopijną równoważnością i w przypadku przestrzeni skończonych i wielościanów nigdy nie jest (nie licząc patologicznych przypadków gdy przestrzeń skończona jest dyskretna, a odpowiadający jej wielościan jest dalej tą samą przestrzenią traktowaną jako 0-wymiarowy wielościan), gdyż żadna łukowo spójna {\displaystyle T_{1}} przestrzeń nie może mieć typu homotopii przestrzeni skończonej.
Jeżeli za dany wielościan przyjąć sferę {\displaystyle \mathbb {S} ^{n},} to każda przestrzeń, która jest z nią słabo homotopijnie równoważna musi mieć co najmniej {\displaystyle 2n+2} punktów. Co więcej z przestrzeni, które mają {\displaystyle 2n+2} punktów z dokładnością do homeomorfizmu istnieje tylko jedna taka przestrzeń. Zaś sam pseudookrąg jest najmniejszą, w sensie liczby punktów, przestrzenią topologiczną z nieskończoną grupą podstawową.
Ponadto przestrzenie słabo homotopijnie równoważne posiadają takie same grupy homologii i kohomologii singularnych. Zatem topologia algebraiczna w przestrzeniach skończonych jest co najmniej tak samo bogata i interesująca jak w klasie wielościanów skończonych.

## Ilość topologii na zbiorze skończonym
Badając przestrzenie skończone naturalne wydaje się pytanie co można powiedzieć o liczbie topologii na danym zbiorze skończonym w zależności od ilości elementów. Można rozważać również ilość {\displaystyle T_{0}} topologii, klas homeomorfizmu itp. W poniższe tabelce przedstawiono wartości dla
| n    | Różne topologie   | Różne T0 topologie | Klasy homeomorficzności | T0 klasy homeomorficzności |
| ---- | ----------------- | ------------------ | ----------------------- | -------------------------- |
| 0    | 1                 | 1                  | 1                       | 1                          |
| 1    | 1                 | 1                  | 1                       | 1                          |
| 2    | 4                 | 3                  | 3                       | 2                          |
| 3    | 29                | 19                 | 9                       | 5                          |
| 4    | 355               | 219                | 33                      | 16                         |
| 5    | 6 942             | 4 231              | 139                     | 63                         |
| 6    | 209 527           | 130 023            | 718                     | 318                        |
| 7    | 9 535 241         | 6 129 859          | 4 535                   | 2 045                      |
| 8    | 642 779 354       | 431 723 379        | 35 979                  | 16 999                     |
| 9    | 63 260 289 423    | 44 511 042 511     | 363 083                 | 183 231                    |
| 10   | 8 977 053 873 043 | 6 611 065 248 783  | 4 717 687               | 2 567 284                  |
| OEIS | A000798           | A001035            | A001930                 | A000112                    |

Jeżeli przez {\displaystyle T(n)} oznaczymy ilość topologii na zbiorze {\displaystyle n}-elementowych, a przez {\displaystyle T_{0}(n)} ilość {\displaystyle T_{0}} topologii na tym samym zbiorze, to dla każdego n zachodzi wzór
{\displaystyle T(n)=\sum _{k=0}^{n}S(n,k)\,T_{0}(k),}
gdzie {\displaystyle S(n,k)} oznacza liczby Stirlinga II rodzaju.